# Desmatophocidae
Los desmatofócidos (Desmatophocidae) son una familia extinta de pinnípedos que vivieron en el Mioceno. Sus fósiles se han encontrado en Asia y Norteamérica.
La posición taxonómica de la familia ha variado según los autores, desde un taxón hermano de Phocidae dentro de Phocoidea hasta una subfamilia de Odobenidae, terminando como familia dentro de Otarioidea.